# 1996 HJ15
1996 HJ15 är en asteroid i huvudbältet som upptäcktes den 17 april 1996 av den belgiske astronomen Eric W. Elst vid La Silla-observatoriet.